# Loop (Teksas)
Loop – jednostka osadnicza w Stanach Zjednoczonych, w stanie Teksas, w hrabstwie Gaines.